# Constantin Grecescu
Constantin Grecescu (n.  ?) a fost un atlet român, specializat în probele de fond.

## Carieră
Sportivul a fost legitimat la CS Dinamo București. A fost multiplu campion național și balcanic în probele de 5000 m, 10 000 m, cros, maraton, 4x1500 m și 4x800 m. A stabilit 16 recorduri naționale.
Constantin Grecescu a participat la Campionatul European din 1958, clasându-se pe locul 16, și la Jocurile Olimpice din 1960 în proba de 10.000 de metri. La Roma s-a clasat pe locul 20. La Campionatul European din 1962 a obținut locul 11. La Jocurile Olimpice din 1964 a participat la maratonul olimpic și s-a clasat pe locul 36.
El a fost căsătorit cu Florica Grecescu, participantă la Jocurile Olimpice din 1960.

## Palmares
| An   | Competiție           | Locație             | Loc | Eveniment | Note    |
| ---- | -------------------- | ------------------- | --- | --------- | ------- |
| 1958 | Campionatul European | Stockholm, Suedia   | 16  | 10 000 m  | 30:00,2 |
| 1960 | Jocurile Olimpice    | Roma, Italia        | 20  | 10 000 m  | 30:04,8 |
| 1960 | Jocurile Olimpice    | Roma, Italia        | –   | maraton   | NS      |
| 1962 | Campionatul European | Belgrad, Iugoslavia | 11  | 10 000 m  | 29:24,4 |
| 1964 | Jocurile Olimpice    | Tokio, Japonia      | 36  | maraton   | 2:30:43 |